# Seznam zápasů švýcarské fotbalové reprezentace na MS
Švýcarská fotbalová reprezentace byla celkem 12x na mistrovstvích světa ve fotbale a to v letech 1934, 1938, 1950, 1954, 1962, 1966, 1994, 2006, 2010, 2014, 2018, 2022.
- Aktualizace po MS 2022 - Počet utkání - 41 - Vítězství - 14x - Remízy - 7x - Prohry - 20x

| Číslo | Soupeř         | Výsledek           | MS      | Fáze turnaje             | Góly Švýcarska                                     |
| ----- | -------------- | ------------------ | ------- | ------------------------ | -------------------------------------------------- |
| 1.    | Nizozemsko     | 3 – 2              | MS 1934 | první kolo               | Leopold Kielholz (2),André Abegglen                |
| 2.    | Československo | 2 – 3              | MS 1934 | čtvrtfinále              | Leopold Kielholz, Willy Jaeggi                     |
| 3.    | Německo        | 1 – 1 (PP)         | MS 1938 | první kolo               | André Abegglen                                     |
| 4.    | Německo        | 4 – 2              | MS 1938 | opakovaný zápas          | Eugen Walaschek, Alfred Bickel, André Abegglen (2) |
| 5.    | Maďarsko       | 0 – 2              | MS 1938 | čtvrtfinále              | Ne                                                 |
| 6.    | Jugoslávie     | 0 – 3              | MS 1950 | základní skupina 1       | Ne                                                 |
| 7.    | Brazílie       | 2 – 2              | MS 1950 | základní skupina 1       | Jacques Fatton (2)                                 |
| 8.    | Mexiko         | 2 – 1              | MS 1950 | základní skupina 1       | René Bader, Charles Antenen                        |
| 9.    | Itálie         | 2 – 1              | MS 1954 | základní skupina D       | Robert Ballaman, Josef Hügi                        |
| 10.   | Anglie         | 0 – 2              | MS 1954 | základní skupina D       | Ne                                                 |
| 11.   | Itálie         | 4 – 1              | MS 1954 | dodatečný zápas o postup | Josef Hügi (2), Robert Ballaman, Jacques Fatton    |
| 12.   | Rakousko       | 5 – 7              | MS 1954 | čtvrtfinále              | Robert Ballaman (2), Josef Hügi (3)                |
| 13.   | Chile          | 1 – 3              | MS 1962 | základní skupina B       | Rolf Wüthrich                                      |
| 14.   | SRN            | 1 – 2              | MS 1962 | základní skupina B       | Heinz Schneiter                                    |
| 15.   | Itálie         | 0 – 3              | MS 1962 | základní skupina B       | Ne                                                 |
| 16.   | SRN            | 0 – 5              | MS 1966 | základní skupina B       | Ne                                                 |
| 17.   | Španělsko      | 1 – 2              | MS 1966 | základní skupina B       | René-Pierre Quentin                                |
| 18.   | Argentina      | 0 – 2              | MS 1966 | základní skupina B       | Ne                                                 |
| 19.   | USA            | 1 – 1              | MS 1994 | základní skupina A       | Georges Bregy                                      |
| 20.   | Rumunsko       | 4 – 1              | MS 1994 | základní skupina A       | Alain Sutter, Stéphane Chapuisat, Adrian Knup (2)  |
| 21.   | Kolumbie       | 0 – 2              | MS 1994 | základní skupina A       | Ne                                                 |
| 22.   | Španělsko      | 0 – 3              | MS 1994 | osmifinále               | Ne                                                 |
| 23.   | Francie        | 0 – 0              | MS 2006 | základní skupina G       | Ne                                                 |
| 24.   | Togo           | 2 – 0              | MS 2006 | základní skupina G       | Alexander Frei, Tranquillo Barnetta                |
| 25.   | Jižní Korea    | 2 – 0              | MS 2006 | základní skupina G       | Philippe Senderos, Alexander Frei                  |
| 26.   | Ukrajina       | 0 – 0 (pen. 0 - 3) | MS 2006 | osmifinále               | Ne                                                 |
| 27.   | Španělsko      | 1 – 0              | MS 2010 | základní skupina H       | Gelson Fernandes                                   |
| 28.   | Chile          | 0 – 1              | MS 2010 | základní skupina H       | Ne                                                 |
| 29.   | Honduras       | 0 – 0              | MS 2010 | základní skupina H       | Ne                                                 |
| 30.   | Ekvádor        | 2 – 1              | MS 2014 | základní skupina E       | Admir Mehmedi, Haris Seferović                     |
| 31.   | Francie        | 2 – 5              | MS 2014 | základní skupina E       | Blerim Džemaili, Granit Xhaka                      |
| 32.   | Honduras       | 3 – 0              | MS 2014 | základní skupina E       | Xherdan Shaqiri (3)                                |
| 33.   | Argentina      | 0 – 1 (PP)         | MS 2014 | osmifinále               | Ne                                                 |
| 34.   | Brazílie       | 1 – 1              | MS 2018 | základní skupina E       | Steven Zuber                                       |
| 35.   | Srbsko         | 2 – 1              | MS 2018 | základní skupina E       | Granit Xhaka, Xherdan Shaqiri                      |
| 36.   | Kostarika      | 2 – 2              | MS 2018 | základní skupina E       | Blerim Džemaili, Josip Drmić                       |
| 37.   | Švédsko        | 0 – 1              | MS 2018 | osmifinále               | Ne                                                 |
| 38.   | Kamerun        | 1 – 0              | MS 2022 | základní skupina G       | Breel Embolo                                       |
| 39.   | Brazílie       | 0 – 1              | MS 2022 | základní skupina G       | Ne                                                 |
| 40.   | Srbsko         | 3 – 2              | MS 2022 | základní skupina G       | Xherdan Shaqiri, Breel Embolo, Remo Freuler        |
| 41.   | Portugalsko    | 1 – 6              | MS 2022 | osmifinále               | Manuel Akanji                                      |